# Neukölln Arcaden
Die Neukölln Arcaden sind ein Einkaufszentrum in Berlin-Neukölln direkt am U-Bahnhof Rathaus Neukölln. Es hat eine Handelsfläche von 37.500 m², auf der rund 50 Geschäfte angesiedelt sind. Neben Einkaufsmöglichkeiten befinden sich dort auch ein Multiplex-Kino mit insgesamt 2553 Plätzen, ein Fitnesscenter und die Stadtbibliothek Neukölln sowie Büroflächen.

## Geschichte
Bereits Anfang der 1990er Jahre wurde der Bau eines Einkaufszentrums unter dem Namen Forum Neukölln auf dem jetzigen Grundstück geplant, laut dem damaligen Bürgermeister Heinz Buschkowsky sollten im Forum neben den Geschäften auch 40 Prozent der Fläche für kulturelle Angebote genutzt werden. Nachdem der ursprüngliche Investor auf Grund der stark gestiegenen Grundstückspreise zurückgetreten war, bekam die KapHag-Unternehmensgruppe den Zuschlag. Der Gebäudekomplex wurde von der Architektengruppe Boge und Johannsen BdA entworfen. Am 2. September 2000 fand die Eröffnung statt.
Da sich das Forum Neukölln finanziell nicht rentierte, wurde es 2002 an den neuen Betreiber mfi AG, der inzwischen in die Unibail-Rodamco Germany umfirmiert wurde, verkauft, worauf es in Neukölln Arcaden umbenannt wurde. Nach fünfmonatiger Umbauzeit fand am 30. Oktober 2003 die Neueröffnung statt. Das Einzugsgebiet des Centers wird mit 340.000 Einwohnern angegeben, wobei allein die Stadtbibliothek Neukölln 1250 tägliche Besucher aufweist.
Auf dem obersten Parkdeck der Neukölln Arcaden wurde 2013 ein Dachgarten mit Veranstaltungen für Konzerte, Tanz und Kleinkunst eröffnet.